# 31943 Tahsinelmas
31943 Tahsinelmas è un asteroide della fascia principale. Scoperto nel 2000, presenta un'orbita caratterizzata da un semiasse maggiore pari a 2,3237762 UA e da un'eccentricità di 0,1750354, inclinata di 5,00174° rispetto all'eclittica.